# Tour d'Espagne 1958
La treizième édition du Tour d'Espagne s'est déroulée entre le 30 avril et le 15 mai 1958 et était composée de 16 étapes pour un total de 3 250,79 kilomètres. Le départ fut donné à Bilbao et l'arrivée était fixée à Madrid. Le duel attendu entre les deux premiers du Tour d'Espagne 1957, Federico Bahamontes et Jesús Loroño, n'eut pas lieu. Lors d'une étape, leur directeur sportif Luis Puig ordonna à Bahamontes, présent dans un groupe d'échappés, d'attendre Loroño, lâché. Cette initiative laissa la lutte pour la victoire finale à Jean Stablinski et Rik Van Looy, jusqu'à l'abandon de ce dernier. Bahamontes parvint néanmoins à remporter le classement de la montagne.

## Équipes participantes
- Espagne
- France
- Belgique
- Italie
- Pays-Bas
- Portugal
- Peña Solera-Ignis
- Lube
- Kas-Boxing
- Mobilete-Caobania

## Classement général
| \| 1. \| Jean Stablinski \| France \| en \| 94 h 54 min 21 s \| \| \| 2. \| Pasquale Fornara \| Italie \| + \| 2 min 51 s \| \| \| 3. \| Fernando Manzaneque \| Espagne \| + \| 3 min 01 s \| \| \| 4. \| Hilaire Couvreur \| Belgique \| + \| 5 min 04 s \| \| \| 5. \| Luís Otaño \| Espagne \| + \| 10 min 36 s \| \| \| 6. \| Federico Bahamontes \| Espagne \| + \| 11 min 39 s \| \| \| 7. \| Julio San Emeterio \| Espagne \| + \| 13 min 16 s \| \| \| 8. \| Jesús Loroño \| Espagne \| + \| 16 min 09 s \| \| \| 9. \| Rik Luyten \| Belgique \| + \| 28 min 13 s \| \| \| 10. \| Benigno Aspuru \| Espagne \| + \| 33 min 37 s \| \| |                     |          |    |                  |  |
| 1. | Jean Stablinski     | France   | en | 94 h 54 min 21 s |  |
| 2. | Pasquale Fornara    | Italie   | +  | 2 min 51 s       |  |
| 3. | Fernando Manzaneque | Espagne  | +  | 3 min 01 s       |  |
| 4. | Hilaire Couvreur    | Belgique | +  | 5 min 04 s       |  |
| 5. | Luís Otaño          | Espagne  | +  | 10 min 36 s      |  |
| 6. | Federico Bahamontes | Espagne  | +  | 11 min 39 s      |  |
| 7. | Julio San Emeterio  | Espagne  | +  | 13 min 16 s      |  |
| 8. | Jesús Loroño        | Espagne  | +  | 16 min 09 s      |  |
| 9. | Rik Luyten          | Belgique | +  | 28 min 13 s      |  |
| 10. | Benigno Aspuru      | Espagne  | +  | 33 min 37 s      |  |

## Étapes
| N°   | Date     | Villes étapes               | km        | Vainqueur d'étape            | Leader du général       |
| 1re  | 30 avril | Bilbao - Saint-Sébastien    | 164       | Miguel Pacheco               | Miguel Pacheco          |
| 2e   | 1er mai  | Saint-Sébastien - Pampelune | 150       | Antonio Jiménez Quiles       | José Herrero Berrendero |
| 3e   | 2 mai    | Pampelune - Saragosse       | 245       | Pierino Baffi                | Hilaire Couvreur        |
| 4e   | 3 mai    | Saragosse - Barcelone       | 229       | Rik Van Looy                 | Jean Stablinski         |
| 5ea  | 4 mai    | Barcelone - Barcelone       | 4 (CLM/E) | France                       | Jean Stablinski         |
| 5eb  | 4 mai    | Barcelone - Tarragone       | 119       | Rik Van Looy                 | Jean Stablinski         |
| 6e   | 5 mai    | Tarragone - Valence         | 263       | Rik Van Looy                 | Daan de Groot           |
| 7e   | 6 mai    | Valence - Cuenca            | 216       | Gilbert Desmet               | Daan de Groot           |
| 8e   | 7 mai    | Cuenca - Tolède             | 206       | Jean Stablinski              | Daan de Groot           |
| 9e   | 8 mai    | Tolède - Madrid             | 241       | Rik Van Looy                 | Rik Van Looy            |
| 10e  | 9 mai    | Madrid - Soria              | 225       | Rik Van Looy                 | Rik Van Looy            |
| 11e  | 10 mai   | Soria - Vitoria             | 167       | René Marigil                 | Rik Van Looy            |
| 12e  | 11 mai   | Vitoria - Bilbao            | 169       | Fausto Iza                   | Jean Stablinski         |
| 13ea | 12 mai   | Bilbao - Castro-Urdiales    | 35 (CLM)  | Jesús Loroño / Guido Carlesi | Jean Stablinski         |
| 13eb | 12 mai   | Castro-Urdiales - Santander | 105       | Jean Graczyk                 | Jean Stablinski         |
| 14e  | 13 mai   | Santander - Gijón           | 221       | Pierino Baffi                | Jean Stablinski         |
| 15e  | 14 mai   | Oviedo - Palencia           | 246       | Rik Luyten                   | Jean Stablinski         |
| 16e  | 15 mai   | Palencia - Madrid           | 241       | Rik Luyten                   | Jean Stablinski         |

## Classements annexes
| \| 1. \| Salvador Botella \| Espagne \| 202 pts \| \| 2. \| Rik Luyten \| Belgique \| 264 pts \| \| 3. \| Hilaire Couvreur \| Belgique \| 265 pts \| |                  |          |         |
| 1. | Salvador Botella | Espagne  | 202 pts |
| 2. | Rik Luyten       | Belgique | 264 pts |
| 3. | Hilaire Couvreur | Belgique | 265 pts |

| \| 1. \| Federico Bahamontes \| Espagne \| 70 pts \| \| 2. \| Jesús Loroño \| Espagne \| 47 pts \| \| 3. \| Hilaire Couvreur \| Belgique \| 43 pts \| |                     |          |        |
| 1. | Federico Bahamontes | Espagne  | 70 pts |
| 2. | Jesús Loroño        | Espagne  | 47 pts |
| 3. | Hilaire Couvreur    | Belgique | 43 pts |

| \| 1. \| Vicente Iturat \| Espagne \| 15 pts \| |                |         |        |
| 1.                                              | Vicente Iturat | Espagne | 15 pts |

## Liste des coureurs
| Espagne | France | Italie |
| - 1 Jesús Loroño (Esp) - 2 Federico Bahamontes (Esp) - 3 Fernando Manzaneque (Esp) - 4 Salvador Botella (Esp) - 5 Gabriel Company (Esp) - 6 Jesús Galdeano (Esp) - 7 Antonio Jiménez Quiles (Esp) - 8 Francisco Moreno (Esp) - 9 Miguel Pacheco (Esp) - 10 Bernardo Ruiz (Esp) | - 11 Joseph Thomin (Fra) - 12 André Trochut (Fra) - 13 Raymond Hoorelbeke (Fra) - 14 Jean Graczyk (Fra) - 15 Joseph Mirando (Fra) - 16 René Pavard (Fra) - 17 Jean Stablinski (Fra) - 18 Claude Le Ber (Fra) - 19 François Mahé (Fra) - 20 Maurice Quentin (Fra)             | - 21 Fernando Brandolini (Ita) - 22 Emilio Bottecchia (Ita) - 23 Giuseppe Buratti (Ita) - 24 Guido Carlesi (Ita) - 25 Gastone Nencini (Ita) - 26 Pierino Baffi (Ita) - 27 Cleto Maule (Ita) - 28 Mario Tosato (Ita) - 29 Benito Romagnoli (Ita) - 30 Marcello Pellegrini (Ita)                            |
| Belgique | Hollande | Portugal |
| - 31 Rik Luyten (Bel) - 32 Norbert Kerckhove (Bel) - 33 Hilaire Couvreur (Bel) - 34 Jean Van Gompel (Bel) - 35 Willy Schroeders (Bel) - 36 Rik Van Looy (Bel) - 37 Gilbert Desmet (Bel) - 38 Leon Van Daele (Bel) - 39 Roger Verplaetse (Bel) - 40 Roger Decock (Bel)          | - 41 Daan de Groot (Hol) - 42 Willy Gramser (Hol) - 43 Jaap Kersten (Hol) - 44 Jaak Huisson (Hol) - 45 Albertus Geldermans (Hol) - 46 Mies Stolker (Hol) - 47 Piet Steenvoorden (Hol) - 48 Wim van Est (Hol) - 49 Leo van der Pluym (Hol) - 50 Piet de Jongh (Hol)           | - 51 Alves Barbosa (Por) - 52 Antonino Baptista (Por) - 53 Emilio Pinto (Por) - 54 Joaquim Sousa Santos (pt) (Por) - 55 José Firmino Assunção (Por) - 56 Arthur Coelho (Por) - 57 Fernando da Silva (Por) - 58 Carlos Carvalho (pt) (Por) - 59 Joaquim Gomes Carvalho (Por) - 60 José Sousa Cardoso (Por) |
| Pena Solera Ignis | Lube | Kas Boxing |
| - 61 Vicente Iturat (Esp) - 62 Aniceto Utset (Esp) - 63 Pasquale Fornara (Ita) - 64 Alberto Sant (Esp) - 65 Renzo Accordi (Ita) - 66 Jaime Calucho (ca) (Esp) - 67 Francisco Masip (Esp) - 68 Juan Campillo (Esp) - 69 José Segú (Esp) - 70 Juan Escolá (Esp)                  | - 71 Antonio Barrutia (Esp) - 72 Angiolino Piscaglia (Ita) - 73 Adolfo Cruz (Esp) - 74 Carmelo Morales (Esp) - 75 Antonio Suárez (Esp) - 76 Antonio Karmany (Esp) - 77 José Gómez del Moral (Esp) - 78 René Marigil (Esp) - 79 Andrea Carrea (Ita) - 80 Renato Ponzini (Ita) | - 81 Benigno Azpuru (Esp) - 82 Fausto Iza (Esp) - 83 Felipe Alberdi (Esp) - 84 José Luis Talamillo (Esp) - 85 Antonio Ferraz (Esp) - 86 Luciano Montero Rechou (Esp) - 87 José Herrero Berrendero (Esp) - 88 Manuel Martín Piñera (Esp) - 89 Julio San Emeterio (Esp) - 90 Cosme Barrutia (Esp)           |
| Mobilete Caobania | | |
| - 91 Juan Bibiloni (Esp) - 92 Luís Otaño (Esp) - 93 Gabriel Mas (Esp) - 94 Hortensio Vidaurreta (Esp) - 95 Juan Tomás Clar (Esp) - 96 Andrés Trobat (Esp) - 97 José Urrestarazu (Esp) - 98 Miguel Vidaurreta (Esp) - 99 Raúl Motos (Esp) - 100 Jesús Davoz (Esp)               | | |